# Deportivo 18 de Marzo (métro de Mexico)
Deportivo 18 de Marzo est une station de correspondance entre les lignes 3 et 6 du métro de Mexico, située au nord de Mexico, dans la délégation Gustavo A. Madero.

## La station
Son logo représente un joueur de baseball, et son nom se réfère au club Deportivo 18 de Marzo proche de la gare. Avant la construction de la ligne 6 et pendant plusieurs années ensuite, cette station se nommait Basílica, du fait de sa proximité de la Basilique de Guadalupe, et en tirait son icône ; la suivante sur la station 6, La Villa, avait pour image la silhouette de la Vierge de Guadalupe.
Pour éviter la confusion des usagers, à partir du 24 septembre 1996, les deux saisons furent rebaptisées : la station Basílica de la ligne 3 en Deportivo 18 de marzo, et la station La Villa de la ligne 6, en La Villa-Basílica.